# Cytisus ratisbonensis
Cytisus ratisbonensis (зіновать німецька як Chamaecytisus ratisbonensis, зіновать регенсбурзька як Chamaecytisus ratisbonensis — вид трав'янистих рослин з родини бобові (Fabaceae), поширений у Середній, Східній і Південно-Східній Європі.

## Таксономічна примітка
Як таксономічне розміщення, так і навіть наявність цього виду на сході Європи є дуже невизначеним.

## Опис
Це лежачий або прямостійний листопадний чагарник заввишки 50 см. Кущ висотою 10–30(50) см. Однорічні гілки шовковисто волосисті, минулорічні — гладенькі. Листки потрійні, листочки еліптичні, 7–25 мм завдовжки, 3–9 мм завширшки. Квітки розміщені по 2–3(6). Квітки завдовжки до 20 мм, чашечка густо притиснуто волосиста. Віночок жовтий. Стручок щільно притиснутий волосистий, до 35 мм завдовжки, до 7 мм завширшки. Насіння коричневе, блискуче.

## Поширення
Поширення: Австрія, Чехія, Німеччина, Угорщина, Словенія, Хорватія, Сербія, Польща, Словаччина, Білорусь, Молдова, Україна, Болгарія, Румунія; натуралізація: Естонія, Латвія, Литва.
Населяє світлі, більш сухі ліси та чагарники на узліссях.

## Використання
Вид культивується і вважається дуже витривалим.

## Загрози та охорона
У Хорватії загроза була визначена як втрата середовища проживання через зміну сільського господарства.
Вид має статус EN у Польщі та Австрії; статус CR у Хорватії; статус NT у Чехії. У ботанічних садах по всьому світу існує 15 відомих колекцій цього виду.